# Ralph Fitch
Ralph Fitch, född under 1550-talet, död 1611, var en engelsk köpman och forskningsresande 
Fitch var den förste engelsman, som färdades landvägen över Syrien och Eufratdalen till Indien och besökte Burma. Av sin 1583–91 företagna resa författade han en värdefull skildring, som 1599 utgavs av Hakluyt i dennes "Voyages". Fitch anses ha utövat stort inflytande på grundläggandet av engelsk-ostindiska kompaniet 1601; han omtalas som regeringens rådgivare rörande österländska förhållanden senast 1606.